# Mennica w Dreźnie
Mennica w Dreźnie – saska mennica działająca w Dreźnie, w której za czasów panowania Augusta III z dynastii Wettynów bito między innymi:
- koronne miedziane szelągi (1749) oraz
- próbne trojaki (1754).